# Acmopolynema neznakomka
Acmopolynema neznakomka is een vliesvleugelig insect uit de familie Mymaridae. De wetenschappelijke naam is voor het eerst geldig gepubliceerd in 2007 door Trjapitsyn & Berezovskiy.